# Planchonella yunnanensis
Planchonella yunnanensis là một loài thực vật có hoa trong họ Hồng xiêm. Loài này được C.Y.Wu miêu tả khoa học đầu tiên năm 1965.